# Nonetheless
Nonetheless es el decimoquinto álbum de estudio del dúo de synthpop británico Pet Shop Boys, lanzado el 26 de abril de 2024 por Parlophone.

## Álbum
Grabado principalmente en East London, el álbum se compone de diez nuevas canciones escritas entre 2020 y 2022; y representa el regreso del dúo a Parlophone, sello con el que trabajaron desde 1985 a 2012, y su primera colaboración con el productor James Ford, quien ha trabajado anteriormente con artistas como Arctic Monkeys, Depeche Mode, Gorillaz, entre otros. El 31 de enero se lanzó el primer sencillo, «Loneliness», una canción disco sobre la soledad y el aislamiento social.El segundo sencillo, «Dancing Star», estrenado el 3 de abril, está inspirado en la vida del bailarín de ballet ruso Rudolf Nuréyev.El 4 de junio, se estrenó «A New Bohemia» como tercer sencillo. 
Al respecto del estreno del álbum, los Pet Shop Boys comentaron: "Estamos encantados de presentar este nuevo álbum, que representa nuestra dirección artística actual. Reflexiva e introspectiva, la música encapsula una fusión única de estilos. Trabajar con James Ford ha aportado frescura elementos a nuestro sonido, equilibrando momentos minimalistas con impresionantes arreglos de cuerdas".

## Ediciones
Nonetheless se lanza en distintos formatos: a través de descarga digital, y físicamente en CD, vinilo y casete. El CD estándar se presenta en un paquete desplegable con un folleto de 12 páginas. Los vinilos se presentan en distintos colores, siendo la edición estándar color negra, transparente la de Amazon y gris la versión de HMV/Indie.

### Furthermore
El álbum estará disponible en ediciones de lujo de 2 CD y doble vinilo de 12" blanco, que incluyen un EP extra de cuatro canciones titulado Furthermore, el cual presenta nuevas grabaciones de «Heart», «Being Boring», «Always on My Mind» e «It's a Sin».

## Lista de canciones
| Nonetheless |                           |          |  |
| N.º         | Título                    | Duración |  |
| 1.          | «Loneliness»              | 5:38     |  |
| 2.          | «Feel»                    | 5:02     |  |
| 3.          | «Why Am I Dancing?»       | 3:32     |  |
| 4.          | «New London Boy»          | 4:52     |  |
| 5.          | «Dancing Star»            | 3:01     |  |
| 6.          | «A New Bohemia»           | 4:00     |  |
| 7.          | «The Schlager Hit Parade» | 3:28     |  |
| 8.          | «The Secret of Happiness» | 5:25     |  |
| 9.          | «Bullet for Narcissus»    | 3:50     |  |
| 10.         | «Love Is the Law»         | 5:02     |  |
| 43:56       |                           |          |  |

| Furthermore |                                     |          |  |
| N.º         | Título                              | Duración |  |
| 1.          | «Heart» (Nueva versión)             | 3:57     |  |
| 2.          | «Being Boring» (Nueva versión)      | 5:52     |  |
| 3.          | «Always on My Mind» (Nueva versión) | 4:20     |  |
| 4.          | «It's a Sin» (Nueva versión)        | 4:37     |  |
| 18:47       |                                     |          |  |

| Nonetheless (Expanded Edition) |                                          |          |  |
| N.º                            | Título                                   | Duración |  |
| 1.                             | «All the Young Dudes»                    | 3:17     |  |
| 2.                             | «Adrenaline»                             | 3:41     |  |
| 3.                             | «The Dark End of the Street»             | 4:39     |  |
| 4.                             | «Miserere»                               | 2:18     |  |
| 5.                             | «Loneliness» (Demo Version)              | 4:50     |  |
| 6.                             | «Feel» (Demo Version)                    | 4:53     |  |
| 7.                             | «Why Am I Dancing?» (Demo Version)       | 3:30     |  |
| 8.                             | «New London Boy» (Demo Version)          | 5:08     |  |
| 9.                             | «Dancing Star» (Demo Version)            | 2:56     |  |
| 10.                            | «A New Bohemia» (Demo Version)           | 4:25     |  |
| 11.                            | «The Schlager Hit Parade» (Demo Version) | 3:28     |  |
| 12.                            | «The Secret of Happiness» (Demo Version) | 5:02     |  |
| 13.                            | «Bullet for Narcissus» (Demo Version)    | 3:50     |  |
| 14.                            | «Love Is the Law» (Demo Version)         | 4:12     |  |
| 56:11                          |                                          |          |  |